# Inde datae leges, ne firmior omnia posset
 Inde datae leges, ne firmior omnia posset  лат. (изговор: инде дате легес, не фирмиор омнија посет). Зато постоје закони да моћнији не може све. (Овидије)

## Поријекло изреке
Изрекао Овидије, један од тројице највећих   пјесника  августовског доба у   Риму .

## Тумачење
Закони постоје зато да моћни не могу чинити све што би хтјели. Слабих не би било. Отуда мисао да су слаби и изборили  право и законе.